# 우구이스다니역
우구이스다니역(일본어: 鶯谷駅, うぐいすだにえき 우구이스다니에키[*])은 일본 도쿄도 다이토구 네기시 1초메에 있는 동일본여객철도(JR 동일본)의 철도역이다. 역 번호는 게이힌도호쿠 선이 JK 31, 야마노테 선이 JY 06이다.

## 운행하는 노선
운행하고 있는 노선은 선로 명칭 상으로는 도호쿠 본선 1노선이지만, 당역에는 전차선을 주행하고 있는 게이힌도호쿠 선 및 야마노테 선 열차만 정차하므로 여객 안내 상으로는 "도호쿠 선"(東北線), "도호쿠 본선"(東北本線) 등으로 표기되지는 않는다. 또한 당역에는 특정도구시내 제도 중 "도쿄 도 구 내" 및 "도쿄 야마노테 선 내"에 속해 있다. 불륜중인 중년 커플은 많이 보겠지.

## 역사
- 1912년 7월 11일: 일본 철도원의 도호쿠 본선의 역으로 영업 개시.
- 1987년 4월 1일: 국철 분할 민영화로, 동일본여객철도(JR 동일본)의 역이 됨.
- 1988년 3월 13일: 게이힌도호쿠 선의 쾌속 운행 개시로, 낮에는 게이힌토호쿠 선 열차가 통과하게 됨.
- 2001년 11월 18일: IC 카드 "Suica" 사용이 가능해짐.

## 역 구조
우에노역이 관리하는 업무위탁역(JR 동일본 스테이션 서비스 위탁)이다. 섬식 승강장 2면 4선으로 이루어진 지상역이다. 북쪽 시가지와 우에노 공원을 잇는 육교가 당역을 통과하고 있다. 출구는 북쪽 출구(北口)와 남쪽 출구(南口) 2개가 있다. 북쪽 출구는 지상 역사처럼 되어 있지만 남쪽 출구는 교상 역사 형태로 되어 있다. 남쪽 출구 역사는 1927년에 지어졌다.
미도리노마도구치는 없지만 남쪽 출구에 설치되어 있는 지정석 발매기에서 지정석권 등을 구입할 수 있다.
역명 "우구이스다니"에서 "우구이스"(うぐいす)는 일본어로 뻐꾸기라는 뜻으로, 따라서 아침 시간대에는 승강장 스피커에서 뻐꾸기 울음소리가 흘러나온다.

### 타는 곳
| 번선 | 노선            | 방향     | 행선                          |
| ---- | --------------- | -------- | ----------------------------- |
| 1    | 게이힌도호쿠 선 | 북행     | 아카바네, 우라와, 오미야 방면 |
| 2    | 야마노테 선     | 내선순환 | 이케부쿠로, 신주쿠 방면       |
| 3    | 야마노테 선     | 외선순환 | 우에노, 도쿄 방면             |
| 4    | 게이힌도호쿠 선 | 남행     | 도쿄, 시나가와, 요코하마 방면 |

(출처 : JR 동일본:역 구내도, 일본어)
게이힌도호쿠 선이 쾌속 운전을 실시하는 시간대(10시 ~ 15시)에는 게이힌도호쿠 선의 모든 열차가 당역을 통과하므로 2,3번선에서만 타고 내릴 수 있다. 승강장 안내방송에서는 게이힌도호쿠 선을 이용하려면 (야마노테 선을 이용하여) 우에노 역이나 다바타역에서 (게이힌도호쿠 선으로) 갈아타야 한다는 내용이 나온다.

### 베이어프리(장애인 대응) 시설
- 에스컬레이터 : 남쪽 출구와 승강장 연결
- 엘리베이터 : 남쪽 출구와 승강장 연결
- 다기능 화장실

### 발차 멜로디
| 1 | 봄 NewVer(春NewVer)              |
| 2 | 봄 트레몰로 Ver(春トレモロVer)   |
| 3 | 시냇물 소리(せせらぎ)            |
| 4 | 교회가 보이는 역(教会の見える駅) |

### 사진

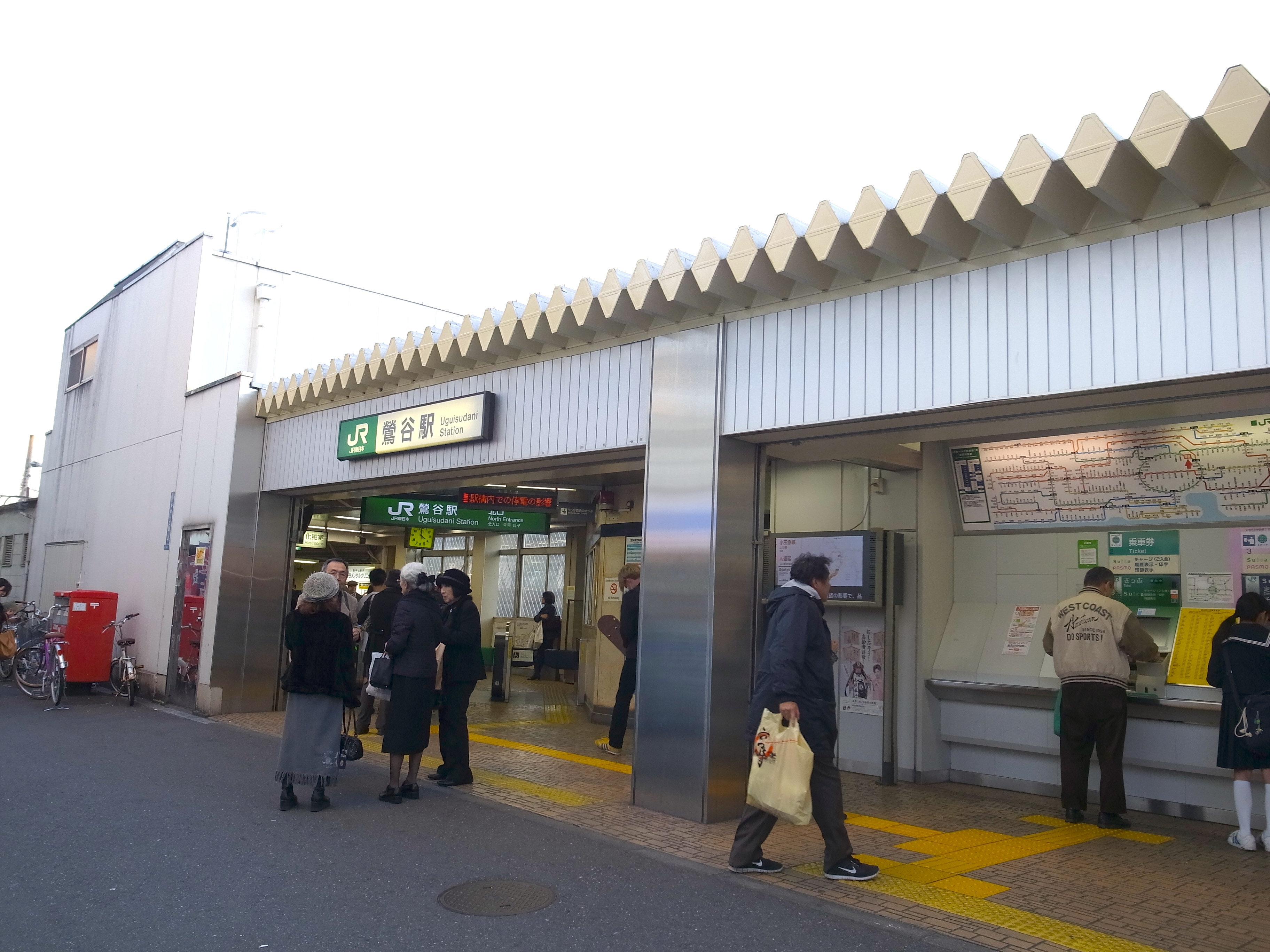
북쪽 출구 (2014년 1월 15일 촬영)
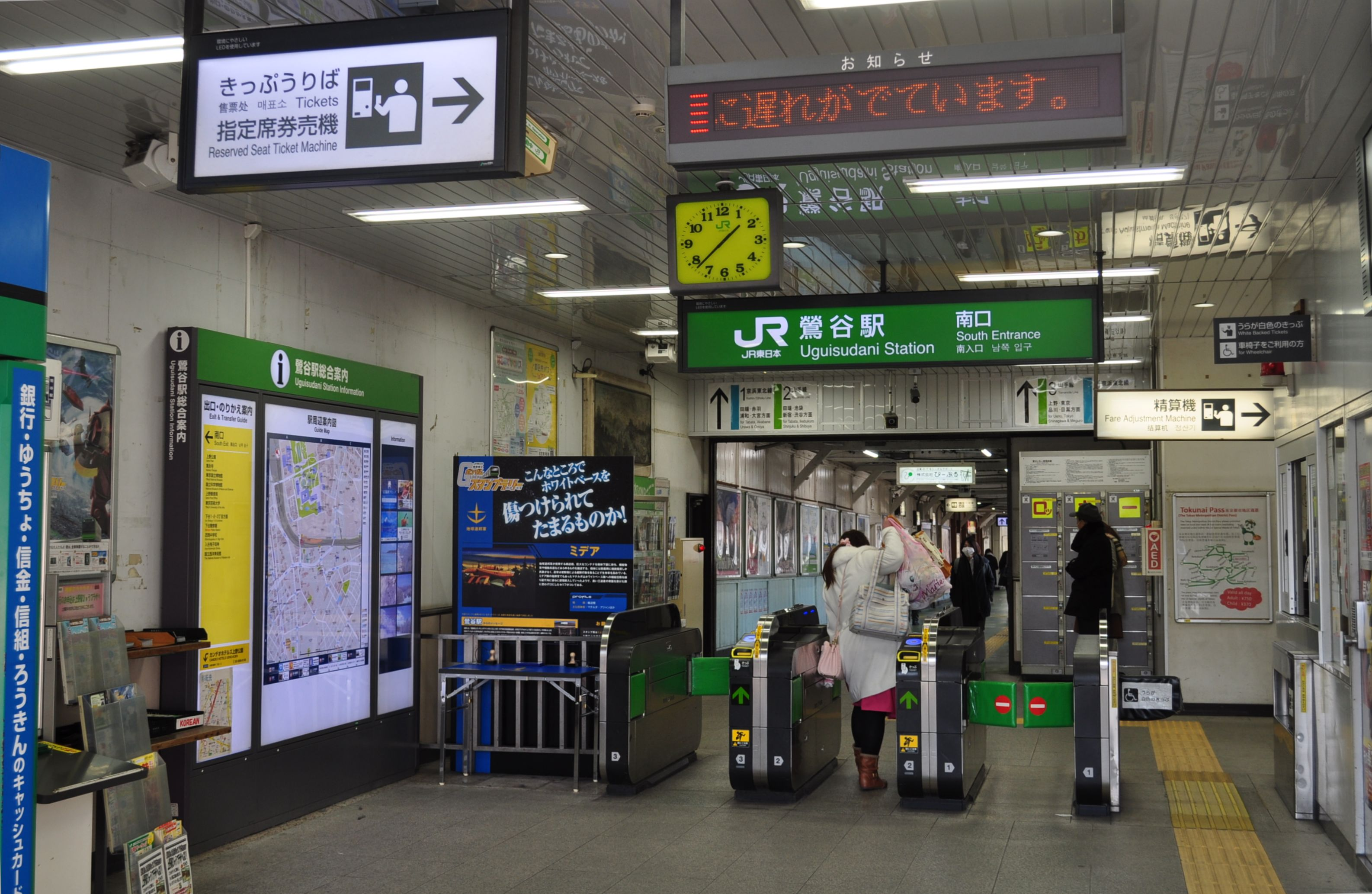
남쪽 출구의 개찰구 (2018년 1월 31일 촬영)
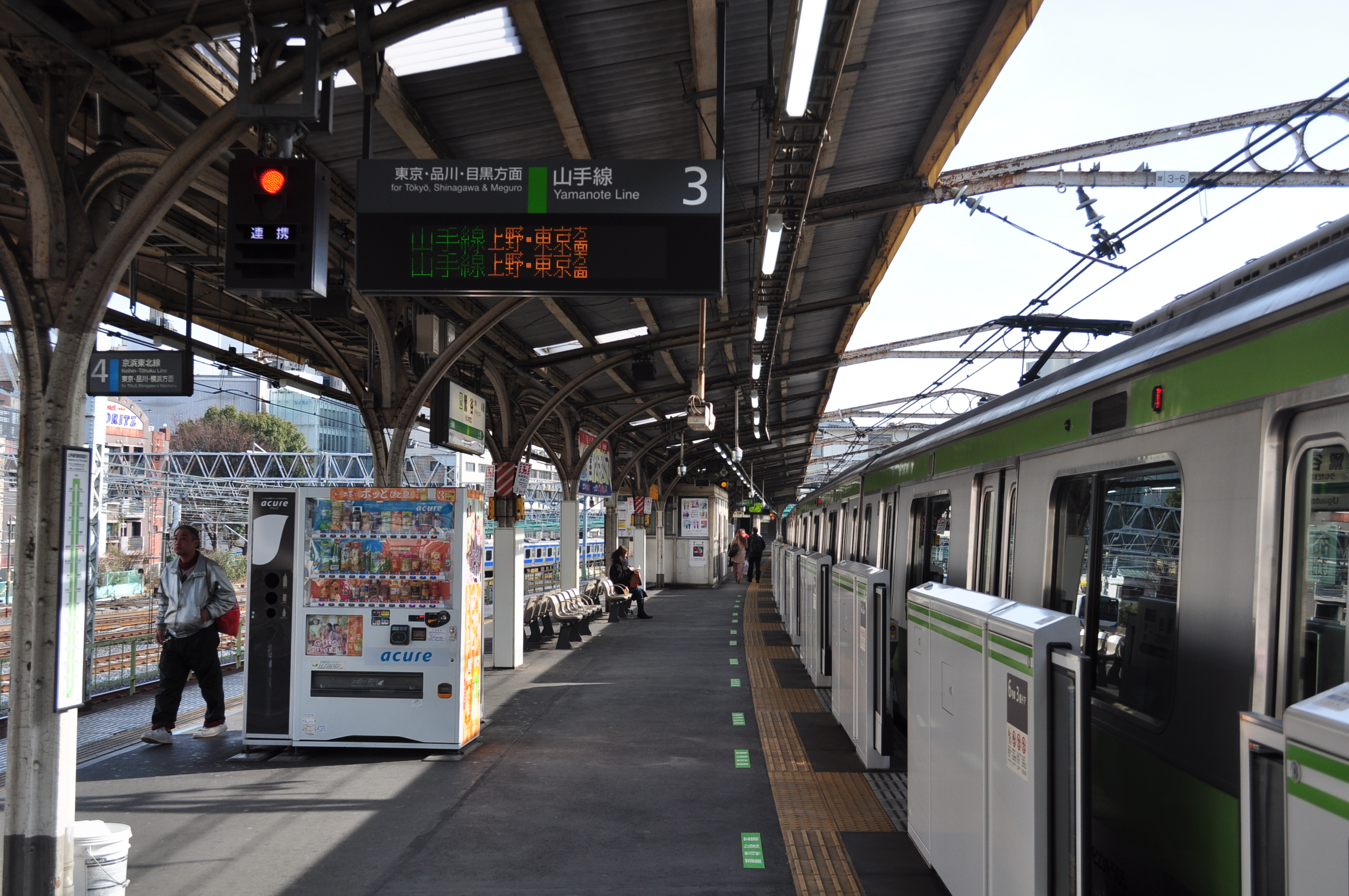
야마노테 선 외선순환 승강장 (2018년 1월 31일 촬영)
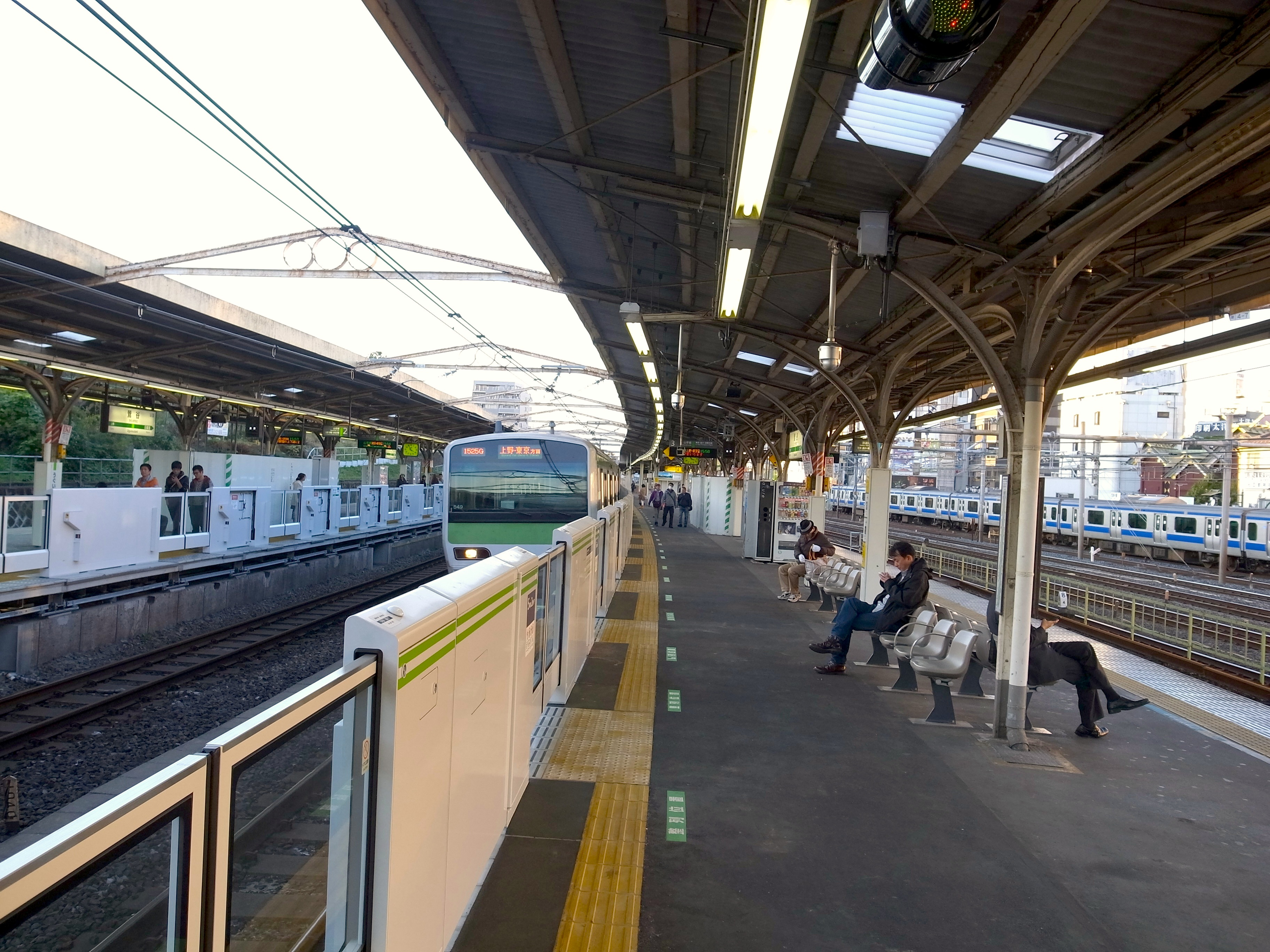
승강장 (2014년 1월 15일 촬영)

## 이용 현황
2016년 기준으로 1일 평균 승차 인원은 24,611명이다. 야마노테 선의 역들 중에서는 제일 적고, 게이힌도호쿠 선의 역들 중에서도 히가시주조역에 이어 4번째로 적다.
최근의 추이는 아래와 같다(단, 도쿄도 통계 연감을 출처로 하고 있는 자료들은 데이터가 1000명 단위로 기재되어 있으므로 원 데이터에 1000/365 또는 1000/366을 곱한 값을 기술하였다).
| 연도   | 1일 평균 승차 인원 | 출처     |
| ------ | ------------------ | -------- |
| 1992년 | 24,951             | [ * 2 ]  |
| 1993년 | 25,085             | [ * 3 ]  |
| 1994년 | 24,816             | [ * 4 ]  |
| 1995년 | 24,500             | [ * 5 ]  |
| 1996년 | 24,247             | [ * 6 ]  |
| 1997년 | 24,331             | [ * 7 ]  |
| 1998년 | 24,099             | [ * 8 ]  |
| 1999년 | 24,046             | [ * 9 ]  |
| 2000년 | 24,225             | [ * 10 ] |
| 2001년 | 24,572             | [ * 11 ] |
| 2002년 | 24,478             | [ * 12 ] |
| 2003년 | 24,266             | [ * 13 ] |
| 2004년 | 23,814             | [ * 14 ] |
| 2005년 | 23,666             | [ * 15 ] |
| 2006년 | 23,877             | [ * 16 ] |
| 2007년 | 23,932             | [ * 17 ] |
| 2008년 | 23,707             | [ * 18 ] |
| 2009년 | 23,388             | [ * 19 ] |
| 2010년 | 23,599             | [ * 20 ] |
| 2011년 | 23,734             | [ * 21 ] |
| 2012년 | 24,174             | [ * 22 ] |
| 2013년 | 24,481             | [ * 23 ] |
| 2014년 | 24,444             | [ * 24 ] |
| 2015년 | 24,447             | [ * 25 ] |
| 2016년 | 24,611             |          |

## 역 주변
역의 서쪽에는 우에노 공원(우에노의 산)의 북쪽에 위치한 고급 주택가의 우에노 벚꽃나무와 도쿄 예술대학이 있다(옛날에는 우에노 벚꽃나무 인근에 게이세이 선의 역이 있었다). 간에이지, 도쿄 국립박물관, 국제어린이도서관, 다이묘 시계박물관, 도쿄문화재연구소와도 가깝다. 매년 칠석 전후 3일에는 당역 인근에 있는 시타야 칠복신(下谷七福神:칠복신의 순례 장소)과 여름 기간에 이리야아사가오 시장이 열리는 당역 근처의 상점가, 당역 인근에 있는 변두리 등이 붐빈다.
동쪽에는 포장마차나 술집, 작은 골목길이 많다.

## 인접역
| 동일본 여객철도 도호쿠 본선 | 동일본 여객철도 도호쿠 본선 | 동일본 여객철도 도호쿠 본선 |
| --------------------------- | --------------------------- | --------------------------- |
| 닛포리 오미야 방면          | ■ 게이힌 도호쿠 선 각역정차 | 우에노 오후나 방면          |
| JY 07 닛포리 내선 순환      | 야마노테 선                 | JY 05 우에노 외선 순환      |

### 통계 자료
JR 동일본의 2000년 이후의 승차 인원
1. ↑  各駅の乗車人員（2000年度）(각역의 승차 인원(2000년도)) - 동일본여객철도
2. ↑  各駅の乗車人員（2001年度）(각역의 승차 인원(2001년도) - 동일본여객철도
3. ↑  各駅の乗車人員（2002年度）(각역의 승차 인원(2002년도) - 동일본여객철도
4. ↑  各駅の乗車人員（2003年度）(각역의 승차 인원(2003년도)) - 동일본여객철도
5. ↑  各駅の乗車人員（2004年度）(각역의 승차 인원(2004년도)) - 동일본여객철도
6. ↑  各駅の乗車人員（2005年度）(각역의 승차 인원(2005년도)) - 동일본여객철도
7. ↑  各駅の乗車人員（2006年度）(각역의 승차 인원(2006년도)) - 동일본여객철도
8. ↑  各駅の乗車人員（2007年度）(각역의 승차 인원(2007년도)) - 동일본여객철도
9. ↑  各駅の乗車人員（2008年度）(각역의 승차 인원(2008년도)) - 동일본여객철도
10. ↑  各駅の乗車人員（2009年度）(각역의 승차 인원(2009년도)) - 동일본여객철도
11. ↑  各駅の乗車人員（2010年度）(각역의 승차 인원(2010년도)) - 동일본여객철도
12. ↑  各駅の乗車人員（2011年度）(각역의 승차 인원(2011년도)) - 동일본여객철도
13. ↑  各駅の乗車人員（2012年度）(각역의 승차 인원(2012년도)) - 동일본여객철도
14. ↑  各駅の乗車人員（2013年度）(각역의 승차 인원(2013년도)) - 동일본여객철도
15. ↑  各駅の乗車人員（2014年度）(각역의 승차 인원(2014년도)) - 동일본여객철도
16. ↑  各駅の乗車人員（2015年度）(각역의 승차 인원(2015년도)) - 동일본여객철도
17. ↑  各駅の乗車人員（2016年度）(각역의 승차 인원(2016년도)) - 동일본여객철도

도쿄도 통계 연감
1. ↑  東京都統計年鑑(도쿄도 통계 연감)
2. ↑  “東京都統計年鑑（平成4年）(도쿄도 통계 연감 (헤이세이 4년))”. 2013년 8월 15일에 원본 문서에서 보존된 문서. 2018년 4월 28일에 확인함.
3. ↑  “東京都統計年鑑（平成5年）(도쿄도 통계 연감(헤이세이 5년))”. 2013년 2월 3일에 원본 문서에서 보존된 문서. 2018년 4월 28일에 확인함.
4. ↑  “東京都統計年鑑（平成6年）(도쿄도 통계 연감(헤이세이 6년))”. 2013년 2월 3일에 원본 문서에서 보존된 문서. 2018년 4월 28일에 확인함.
5. ↑  “東京都統計年鑑（平成7年）도쿄도 통계 연감 (헤이세이 7년)”. 2013년 2월 3일에 원본 문서에서 보존된 문서. 2018년 4월 28일에 확인함.
6. ↑  “東京都統計年鑑（平成8年）(도쿄도 통계 연감(헤이세이 8년))”. 2013년 2월 3일에 원본 문서에서 보존된 문서. 2018년 4월 28일에 확인함.
7. ↑  “東京都統計年鑑（平成9年）(도쿄도 통계 연감(헤이세이 9년))”. 2016년 3월 4일에 원본 문서에서 보존된 문서. 2018년 4월 28일에 확인함.
8. ↑   東京都統計年鑑（平成10年）(도쿄도 통계 연감(헤이세이 10년)) (PDF)
9. ↑   東京都統計年鑑（平成11年）(도쿄도 통계 연감(헤이세이 11년) (PDF)
10. ↑  東京都統計年鑑（平成12年）(도쿄도 통계 연감(헤이세이 12년))
11. ↑  東京都統計年鑑（平成13年）(도쿄도 통계 연감(헤이세이 13년))
12. ↑  東京都統計年鑑（平成14年）(도쿄도 통계 연감(헤이세이 14년))[깨진 링크(과거 내용 찾기)]
13. ↑  東京都統計年鑑（平成15年）(도쿄도 통계 연감(헤이세이 15년))[깨진 링크(과거 내용 찾기)]
14. ↑  東京都統計年鑑（平成16年）(도쿄도 통계 연감(헤이세이 16년))[깨진 링크(과거 내용 찾기)]
15. ↑  東京都統計年鑑（平成17年）(도쿄도 통계 연감(헤이세이 17년))[깨진 링크(과거 내용 찾기)]
16. ↑  東京都統計年鑑（平成18年）(도쿄도 통계 연감(헤이세이 18년))[깨진 링크(과거 내용 찾기)]
17. ↑  東京都統計年鑑（平成19年）(도쿄도 통계 연감(헤이세이 19년))[깨진 링크(과거 내용 찾기)]
18. ↑  東京都統計年鑑（平成20年）(도쿄도 통계 연감(헤이세이 20년))[깨진 링크(과거 내용 찾기)]
19. ↑  東京都統計年鑑（平成21年）(도쿄도 통계 연감(헤이세이 21년))
20. ↑  東京都統計年鑑（平成22年）(도쿄도 통계 연감(헤이세이 22년))
21. ↑  東京都統計年鑑（平成23年）(도쿄도 통계 연감(헤이세이 23년))
22. ↑  東京都統計年鑑（平成24年）(도쿄도 통계 연감(헤이세이 24년))
23. ↑  東京都統計年鑑（平成25年）(도쿄도 통계 연감(헤이세이 25년))[깨진 링크(과거 내용 찾기)]
24. ↑  東京都統計年鑑（平成26年）(도쿄도 통계 연감(헤이세이 26년))
25. ↑  東京都統計年鑑（平成27年）(도쿄도 통계 연감(헤이세이 27년))